# Didactique de l'éducation physique et sportive
Le terme didactique a pris une acception différente de celle qu’on lui donnait auparavant. Jusqu'aux années 1980, il désignait les outils techniques de l'enseignement. Dès les années 1990, on trouve dans le Petit Larousse : « n.f. Théorie et méthode de l'enseignement (d'une spécialité) ».
Depuis la fin des années 1980, comme pour de nombreuses disciplines scolaires, un des courants de la didactique de l'éducation physique et sportive (EPS) s'est approprié des concepts proposés par Guy Brousseau, Yves Chevallard et Gérard Vergnaud pour les mathématiques et repris par Jean-Louis Martinand pour l’enseignement des sciences expérimentales.

## Définition
Depuis la fin des années 1980, dans le système scolaire, la didactique désigne l’étude des différents processus de transmission (chez l’enseignant) des savoirs et savoir-faire propres à une discipline et de leurs acquisitions par des élèves. Cette étude doit tenir compte de l’analyse de l’activité et du fonctionnement de l’élève en train d’apprendre. En terme plus concret, la didactique est la mise en ordre de situations d’apprentissage (progression d’exercices, variés, ayant du sens, motivants, à complexité croissante, d’approfondissement, de remédiation, etc.). C‘est donc une réflexion précédent l’acte d’enseignement qui s’intéresse aux situations d’apprentissage du point de vue du rapport de l’élève/savoirs. La mise en œuvre des situations d’apprentissage débouche sur une organisation dite « pédagogique » : mise en place des situations, analyse du comportement de l’élève, gestion des tâches (régulation et remédiation) et évaluation.

## Histoire et didactique programmatique

### Naissance d'une préoccupation didactique
On peut considérer avec Sarremejane qu'une première préoccupation didactique dans le sens actuel de l'analyse didactique (EPS) apparaît dans un texte de Marsenach : « Conçu dans cette perspective, le savoir-faire de ce jeu sportif collectif doit subir un TRAITEMENT lui permettant de devenir un moyen de la formation fondamentale ». L'analyse de deux textes de l'Amicale des anciens élèves de l'ENSEP permet de montrer comment le « dépassement du matériocentrisme » permet la « psychologisation de l'apprenant ». Toujours selon Sarremejane, après une influence du courant de la pédagogie par objectifs, on assiste à la « Réémergence des didactiques de l'éducation physique (1982-1996) ». La création de postes de chercheurs en didactique de l'EPS au département de didactique des disciplines de l'INRP permet le développement de recherches-action et assoira ce champ d'études. D'autres lieux de recherches et différentes publications thèses, ouvrages et articles témoignent de ce courant qui s'actualisera concrètement dans la mouvance institutionnelle d'écriture des programmes EPS. La revue EPS sera aussi le terrain d'informations sur le développement de ce que nous nommons plus bas Le « chantier » des programmes EPS depuis 1983 ; textes du doyen Pineau en particulier.

### La place des textes officiels
La didactique de l'EPS pourrait aussi être pensée du point de vue de l'évolution des conceptions développées au travers des textes officiels concernant l'éducation physique et sportive en France qui la programment depuis le milieu du XIXe siècle. Toutefois, nous avons vu ci-dessus que le point de vue de l'analyse des activités supports que sont les activités sportives a émergé au cours des années 1960. Après les instructions officielles de 1967, qui témoignent d'un certain esprit du temps en ce domaine, c'est durant les trente dernières années que s'est développée une différenciation qualitative sur les deux grands versants que sont le chantier de l'écriture des programmes scolaires et le développement d'une branche scientifique pour la didactique de l'EPS. Jacques Gleyse propose un historique de ce moment clef de l'histoire de la discipline scolaire, EPS.

#### De l'introduction du sport à son utilisation 1962, 1967
Le premier rapport que le sport entretient du point de vue la transposition didactique avec l'EPS est celui de son importation directe par assimilation. Tout d'abord, à la suite d'une volonté politique de redresser le sport français en réaction aux faibles résultats des Jeux olympiques de Rome, la demi-journée de plein air est transformée en demi-journée de sport, et ensuite, la circulaire du 21 août 1962 instituent la pénétration du sport dans l'EPS. La forme d'une initiation sportive est donnée dans les deux heures de la leçon (réduction de difficulté) ; l'entraînement sportif pendant la demi-journée (approche plus complète); et la compétition sportive lors de l'ASSU. Ici la didactique de l'EPS n'est pas réfléchie telle quelle, même si les auteurs qui en permettront les sources s'expriment déjà dans la profession.
Cinq ans plus tard, les instructions officielles de 1967 seront l'expression dans la discipline d'orientations multiples tant sur le plan des référents qu'elles sous-tendent (différents courants et méthodes de l'EPS en ont influencé la rédaction) que sur le plan des contenus qu'elles promeuvent. En effet, les influences du courant sportif autour de Robert Mérand, de la psychocinétique du docteur Jean Le Boulch, des idées de Pierre Parlebas ne se lisent qu'en filigrane de même que la notion de maîtrise renverrait aux travaux de Justin Teissié. Si l'introduction du sport peut encore être lue comme relativement directe, les auteurs ont cherché à faire la synthèse entre une tendance éducative et celle-ci. La didactique de l'EPS peut être modélisée dans l'esprit de la référence à des effets attendus quant aux rapports qu'entretiennent des finalités et intentions que vise l'enseignement et les moyens que deviennent les activités physiques et sportives (APS) dans le but de les atteindre. Cette relation est représentée dans un tableau à double entrée nommé la « programmation » et annexé à ce texte.

#### Les instructions de 1985 à 1988
Le premier document de 1985 confirme le statut déclaré de l'EPS comme « discipline d'enseignement ». Les finalités de l'EPS reprécisées, la didactique institutionnelle a pour mission d'en construire le programme, ce à quoi s'attache la commission verticale crée en 1983 et conduite par Alain Hébrard. Le texte de 1985 confirme la forme transpositive du texte de 1967 dans les termes suivants « Les activités physiques et sportives sont à la fois objets et moyens de l'éducation physique et sportive, toutefois celle-ci ne se confond pas avec les activités qu'elle enseigne ». Dans les Compléments pour les classes de 6e et 5e apparaît la notion de contenus d'enseignement ainsi que celle de projet pédagogique qui deviendront les cadres de la production didactique initiale de la profession. Cette orientation est appuyée par les compléments pour les classes de 4e et 3e. L'évaluation, signe de ce qui s'enseigne, porte sur « les conduites motrices … en jugeant de la performance et … des niveaux d'habileté atteints » et sur « les progrès réalisés, les efforts manifestés, … les connaissances pratiques acquises au cours de l'enseignement ». La matière EPS se construit et ouvre son terrain à une didactique qui par ce fait pourra s'affiner. Pour les classes du second cycle, le programme est publié après les instructions sur l'évaluation au baccalauréat. Il ajoute les trois connaissances (« se connaître, connaître les APS, connaître les autres » aux possibilités de mise en forme de la nature des savoirs en EPS. Les APS sont réparties en 7 groupes (la discussion sur les classements est une des réflexions didactiques porteuse de sens durant toute la période 1967 - à nos jours).
La période 1986-1996 intéresse la construction de la discipline sur le plan didactique par de nombreuses opérations nationales relayées au niveau local ; on peut parler d'un « chantier » où seront perceptibles les influences croisées de didactiques des APS versus didactiques de l'EPS, ou encore celles du « formalisme » ou du « culturalisme ».

#### Le «chantier» des programmes EPS depuis 1983
À partir de la constitution de la Commission verticale EPS en 1983, la didactique de l'EPS est pourvue, comme les autres disciplines, d'une instance spécialisée de réflexion et de production qui œuvre sur les plans officiel et institutionnel. Le groupe technique disciplinaire (GTD, créé le 14 avril 1992), puis le groupe d'experts (GE, fin 2000) lui succéderont pour une production collective autour de la nature des acquisitions, élaboration qui va être en débat et sous différentes influences.
Au cours des années 1980, les « habiletés motrices » sont un objet d'enseignement qui peut être décrit en termes de niveaux par l'intervenant (« développer les capacités motrices de l'élève »). En 1986, trois « connaître » marquent ce qui peut s'apprendre : « se connaître », « connaître les activités physiques et sportives », « connaître les autres ». Durant la période 1987-1989, à l'initiative de l'inspection générale (doyen Pineau), la réflexion professionnelle sur les contenus est conduite dans différents lieux. Certains groupes de réflexion académiques en didactique (Dijon, Nantes principalement) proposent les notions de principes et de règles d'action, qui bien qu'illustrés avec détails pour les jeux sportifs collectifs concernent toutes les APSA dans les termes plus précis de règles de l'action efficace dont la concentration et l'abstraction produit les principes 'action. Parallèlement, et à la suite de la loi d'orientation sur l'éducation de 1989 (loi Jospin, le conseil national des programmes (CNP) produira la charte des programmes (20 février 1992) qui orientera la formulation de ceux-ci en termes de compétencess.
Avant cela, le 23 février 1993, le GTD publie pour chaque établissement une enquête pour une écriture concertée des propositions de programmes en EPS accompagnée d'une affiche où sont proposées trois types d'acquisitions : réaliser (ce qui se fait dans l'activité au plus près de l'action et que l'on peut rapprocher des principes opérationnels formulés auparavant) ; identifier - apprécier (ce qui accompagne l'action sur les plans de la réflexion et de la compréhension et se rapproche des principes d'action) ; organiser - gérer (apparentés aux principes de gestion, ils accompagnent l'action quant à son organisation). L'orientation substantielle qui est prise ici est plus concrète que celle que l'on concevait en termes de principes ; principes et règles qui seront abandonnés dans les textes officiels, mais pas dans la littérature didactique.
Ce qui s'apprend sera formulé en termes de différentes compétences dans les programmes d'EPS de la classe de 6e. Celles-ci sont formulées en trois « niveaux » : des compétences spécifiques (à une activité pratiquée : proche de l'action, elle en décline l'opérationalisation et se rapproche du « réaliser » précédent) ; des compétences propres à un groupe d'activités (selon un classement des activités - le programme propose 8 groupes -, ces compétences seraient communes, transversales) et, enfin, des compétences générales (ensemble plus large qui comprendrait, d'une part, la formulation la plus abstraite des principes d'action communs aux activités physiques déjà posée en termes d'identifier et apprécier, et, d'autre part, les principes de gestion des activités, « organiser et gérer » ; elles concernent le plan de l'élève, celui des relations avec les autres et les relations avec les autres disciplines). La formulation par les compétences ne permet pas de clore les questions sur la nature des acquisitions en EPS. Évolution des termes, elle aligne un peu les discours. La compétence se comprend comme la possibilité d'actualiser dans des tâches des connaissances acquises, présentes comme savoirs 
En 1999, la formulation en 3 types de compétences ayant été critiquée, deux ensembles de quatre compétences chacun sont proposés : pour l'efficacité personnelle et pour l'équilibre. Un an plus tard, les deux types précédents sont renommés respectivement composante culturelle (pour la référence à des compétences en rapport avec la forme particulière que peuvent prendre les APSA, Activité physique, sportive et artistique) et composante méthodologique (pour le rapport que l'élève doit entretenir à des méthodes de travail et des attitudes). dans le même temps, quatre types de connaissances sont présentées : les informations (formulation théorique apportées par le professeur), les techniques et les tactiques (savoirs particuliers en rapport avec chaque APSA), les connaissances sur soi et les savoir-faire sociaux. Ces trois dernières sont aussi nommées « connaissance procédures ». La même année deux niveaux sont décrits pour chaque activité au programme, expression simplifiée d'une hiérarchie de maîtrise ou de performance, dont le premier niveau est celui d'un savoir minimal exigé pour le lycée. On retrouve une formulation en 3 niveaux dans les programmes de la voie technologique : celui de la seconde, et les deux des programmes de première. En 2001, une cinquième compétence culturelle, un peu en « rupture sportive » avec les quatre précédentes est ajoutée (elle vise « l'entretien de soi »).
Une conception des savoirs scolaires en jeu peut se construire au travers de la lecture des Textes officiels concernant l'éducation physique et sportive en France. Il resterait à pouvoir en faire un bilan actuel.

## Objectifs
Ce courant de la « nouvelle » didactique en EPS, d’inspiration « scientifique » (proche de la didactique des mathématiques et de la science (didactique des sciences), a pour objectif :
- de se centrer sur le mécanisme de construction du « savoir scolaire » par l’enseignant,
- et d’appropriation du « savoir scolaire » par l’élève.

## «Outils» de la didactique «scientifique»
La recherche en didactique a produit des outils dont une partie est utilisée par les enseignants ou les chercheurs eux-mêmes pour l'analyse didactique des activités physiques et sportives à de fins d'intervention. Les concepts les plus fréquemment utilisés sont les suivants : contrat didactique, dévolution de problème, obstacle didactique, représentations, transposition didactique et variable didactique. En EPS de nombreux praticiens et chercheurs ont repris ces « outils ». Ils ont rajouté d’autres « outils spécifiques » à l'analyse didactique permettant une réflexion sur la structure des APSA tels que : contenus, enjeux de formation, essence, logique interne, problème fondamental, ressources et situation de référence.
Aujourd’hui, pour l’enseignant d’EPS, il s’agit de construire des contenus d’enseignement et de proposer des tâches permettant à l’élève de se transformer. Ainsi, la didactique de l’EPS s’interroge sur trois aspects de l’enseignement :
- Sur les savoirs et savoir-faire à s’approprier ;
- Sur les conditions d’appropriation et d'élaboration des contenus d’enseignement en EPS ;
- Sur la volonté de transformation chez les enseignants, problématique centrale des recherches action.

## Sources
- Chantal Amade-Escot, Didactique de l’éducation physique, Éd. Revue EPS, Paris, 2003
- Jean-Pierre Astolfi, Quelle éducation scientifique, pour quelle société, PUF, Paris, 1978
- Jean-Pierre Astolfi, Michel Develay, La didactique des sciences, P.U.F., Paris, 1989
- Guy Brousseau, Les obstacles didactiques en mathématiques, Recherche en didactique des mathématiques, no 4, 1983
- Guy Brousseau, Fondement et méthodes de la didactique des mathématiques, Recherche en didactique des mathématiques, La Pensée Sauvage, Grenoble, 1986
- Yves Chevallard, La transposition didactique : du savoir savant au savoir enseigné, La Pensée Sauvage, Grenoble, 1985
- Jacques Colomb, La didactique, revue EPS no 200-201, Paris, 1986
- E. De Corte, Les fondements de l’action didactique, De Boeck, Bruxelles, 1978
- Didier Delignières, À propos d’un cycle d’apprentissage : réflexions sur la production didactique à destination du public scolaire, Revue Echanges et controverses, 1989
- Jean-Paul Dugal, Dicodidac, CRDP Limoges, 1992
- GAIP, Lexique conventionnel et professionnel, Revue académique des enseignants d’EPS, Nantes, 1990-91
- Gilles Klein, Une affaire de discipline : L'éducation physique en France et en Europe, Éditions Revue EP.S, Paris, 2004
- Jacky Marsenach, Jeux sportifs collectifs collectifs, contribution à l'évolution de l'éducation physique, Revue EPS, no 96-97, 1969
- Jacky Marsenach, Volley-ball et EPS au collège, INRP, Paris, 1994
- Jacky Marsenach, Robert Mérand, Postface : regard posé sur la recherche en didactique de l'éducation physique et sportive. Dans: Amade-Escot C, éd. Didactique de l'éducation physique : État des recherches Revue EPS, , Paris, 2003
- Jean-Louis Martinand, Connaître et transformer la matière, Peter Lang, Berne, 1986
- Philippe Meirieu, Apprendre… oui, mais comment ?, Éditions ESF, Paris, 1987
- Philippe Sarremejane, L'EPS depuis 1945 : Histoire des théories et des méthodes, Vuibert, Paris, 2004
- Patrick Seners, L'EPS, son histoire, sa genèse, jusqu'aux textes de 2004, Paris, Vigot, 2004
- André Terrisse, Transposition didactique et prise en compte du sujet, In Recherches en EPS, Éd. Revue EPS, Paris, 1998
- Gérard Vergnaud, L’enfant, la mathématique et la réalité, Peter Lang, Berne, 1981
- M. Verret, Le temps des études, Librairie H. Champion, Paris, 1975

### Institutions de recherche
- Groupe EPS, laboratoire de recherche de l'IUFM de Franche Comté :
- GRIAPS : Groupe de Recherche sur l'Intervention dans les Activités Physiques et Sportives (équipe appartenant au LaSelDi, EA 22 81) :
- Groupe d'étude : didactique et intervention dans le domaine des AP Paris XII :
- UMR - ADEF Aix-en-Provence : 1 chercheur, Alain BARBOT (didactique des APS) :
- LERP Laboratoire d'Études et de Recherches sur les Professionnalisations (Brau-Anthony) :
- PAEDI Processus d'Action des Enseignants : Déterminants et Impacts (Luc RIA) :
- DIDIST Didactiques des Disciplines Scientifiques et Technologiques :
- LEI Laboratoire Education et Intervention :
- Laboratoire de recherche en didactique, expertise et technologie des APS, UFRSTAPS Rennes (en sommeil)

- Laboratoires STAPS :

### Documents
- Recherches INRP terminées en didactique de l'EPS
- L'EPS et les IUFM (Daniel Bouthier):
- Recherches en EPS (Marie POGGI & coll.) :
- Actualité des recherches en didactique de l'ÉPS et des APSA Journées d'études INRP-GÉDIAPS (18-03-2004) :